# Mina Backlund-Cygnaeus
Sofia Wilhelmina (Mina) Backlund-Cygnaeus, född den 14 februari 1851 i Jönköping, död 1936, var en svensk skådespelare.
Hon var engagerad hos Carl Johan Fröberg 1871-1876, vid Nya Teatern i Stockholm 1876-1878, vid Stora Teatern i Göteborg 1878-1881 och återigen vid Nya Teatern 1881-1885. Bland hennes roller märks Lisa i Lycko-Pers resa, Jane Eyre och Nora i Ett dockhem. Efter en studieresa i Frankrike 1885 gästspelade hon vid Fröbergska sällskapet och var därefter anställd av William Engelbrecht 1886-1888 och vid Stora Teatern i Göteborg 1888-1890.
1889 gifte hon sig med den finlandssvenske lektorn Gustaf Cygnaeus från Åbo. Hon var därefter aktiv på Svenska inhemska teatern, som grundades 1894. Hon var 1900-1909 styrelsemedlem i Svenska teatern i Åbo och 1916-1928 vid Svenska teatern i Helsingfors. 1909-1928 var hon lärare vid Svenska teaterns elevskola i Helsingfors.

## Teater

### Roller (ej komplett)
| År   | Roll         | Produktion                    | Regi | Teater      |
| ---- | ------------ | ----------------------------- | ---- | ----------- |
| 1876 | Mathilde     | En orättvisa Virginie Ancelot |      | Nya teatern |
| 1888 | Elise Holden | Kärlek Edvard Brandes         |      | Vasateatern |